# 제10회 미국 작가 조합상
제10회 미국 작가 조합상은 1957년 뛰어난 활동을 보인 영화 작가를 기리기 위해 1958년 3월에 열린 시상식이다. Moulin Rouge (restaurant)에서 개최되었다.

## 수상 및 후보

### 각본상
- 레스 걸스 - 존 패트릭 수상
- 12인의 노한 사람들 - 레지날드 로즈 수상
- 하오의 연정 - 빌리 와일더 수상

### 월계수상
- 존 리 마힌 수상